# دافيد فليتكروفت
دافيد فليتكروفت (بالإنجليزية: David Flitcroft)‏ (14 يناير 1974 في المملكة المتحدة - ) هو مدرب كرة قدم ولاعب كرة قدم بريطاني في مركز الوسط. لعب مع بريستون نورث إيند ولينكولن سيتي أف سي وماكليسفيلد تاون ونادي بوري ونادي تشستر سيتي ونادي روتشديل ونادي هايد إف سي.

## وصلات خارجية
- دافيد فليتكروفت على موقع قاعدة بيانات كرة القدم.إي يو (الإنجليزية)
- دافيد فليتكروفت على موقع Soccerbase.com (لاعب) (الإنجليزية)